# Hanna Kebinger
Hanna Kebinger (ur. 26 listopada 1997 w Garmisch-Partenkirchen) – niemiecka biathlonistka, srebrna medalistka mistrzostw świata i trzykrotna medalistka mistrzostw świata juniorów.

## Kariera
Po raz pierwszy na arenie międzynarodowej pojawiła się 9 grudnia 2017 roku w Obertilliach, gdzie w zawodach juniorskich zajęła 17. miejsce w sprincie. W 2018 roku wystartowała na mistrzostwach świata juniorów w Otepää, zajmując między innymi czwarte miejsce w sztafecie i biegu indywidualnym. Na rozgrywanych rok później mistrzostwach świata juniorów w Osrblie zdobyła srebrne medale w sztafecie i biegu pościgowym oraz brązowy w sprincie.
W zawodach Pucharu Świata zadebiutowała 12 stycznia 2022 roku w Ruhpolding, zajmując 66. miejsce w sprincie. Pierwsze punkty wywalczyła 19 stycznia 2023 roku w Rasen-Antholz, gdzie zajęła 19. miejsce w sprincie.
Wystartowała na mistrzostwach świata w Oberhofie w 2023 roku, razem z Vanessą Voigt, Sophią Schneider i Denise Herrmann-Wick zdobywając srebrny medal w sztafecie. Zajęła tam także 30. miejsce w biegu indywidualnym, 17. w sprincie, 8. w biegu pościgowym i 12. w biegu masowym.

## Osiągnięcia

### Mistrzostwa świata
| Rok  | Miejscowość | Konkurencje | Konkurencje | Konkurencje | Konkurencje | Konkurencje | Konkurencje | Konkurencje |
| Rok  | Miejscowość | IN          | SP          | PU          | MS          | RL          | MR          | SR          |
| ---- | ----------- | ----------- | ----------- | ----------- | ----------- | ----------- | ----------- | ----------- |
| 2023 | Oberhof     | 30.         | 17.         | 8.          | 12.         | 2.          | –           | –           |

### Mistrzostwa świata juniorów
| Rok  | Miejscowość | Konkurencje | Konkurencje | Konkurencje | Konkurencje | Konkurencje | Konkurencje | Konkurencje |
| Rok  | Miejscowość | IN          | SP          | PU          | MS          | RL          | MR          | SR          |
| ---- | ----------- | ----------- | ----------- | ----------- | ----------- | ----------- | ----------- | ----------- |
| 2018 | Otepää      | 4.          | 29.         | 44.         | nd.         | 4.          | nd.         | nd.         |
| 2019 | Osrblie     | 9.          | 2.          | 3.          | nd.         | 2.          | nd.         | nd.         |

### Puchar Świata

#### Miejsca w klasyfikacji generalnej
| Sezon     | Miejsce |
| --------- | ------- |
| 2021/2022 | -       |
| 2022/2023 | 25.     |
| 2023/2024 | 66.     |

#### Miejsca na podium indywidualnie
Kebinger nie stanęła na podium indywidualnych zawodów PŚ.